# Довгий шлях
«Довгий шлях» (рос. «Долгий путь») — російський радянський художній фільм, перший художній фільм режисера Леоніда Гайдая (кольоровий). Фільм поставлений за сибірськими оповіданнями В. Г. Короленка. Незважаючи на те, що сюжет фільму був зовсім не комедійним, Михайло Ромм розгледів в молодого режисера талант комедіографа і порадив йому працювати в цьому напрямку.

## Сюжет
Станційний доглядач Кругликов був засланий у глухе сибірський селище багато років тому за те, що стріляв у свого начальника, генерала, котрий вимагав, щоб він поїхав разом з ним як сват до коханої дівчини Кругликова - Раї. На станцію привозять політичних засланців. Серед них виявляється і Рая. Лише кілька хвилин були колишні наречений і наречена поруч, а потім її знову повезли по етапу.

## У ролях
- Сергій Яковлєв — Василь Кругліков
- Кюнна Ігнатова — Раїса Федосєєва
- Леонід Губанов — Дмитро Орестович
- Володимир Белокуров — Латкин
- Никифор Колофідін — батько Кругликова
- Олександр Антонов — батько Раїси
- Георгій Бударов — купець
- Володимир Покровський — проїжджий
- Іван Рижов — жандарм
- Аполлон Ячніцкій — Арабін
- Катерина Мазурова — мати Раїси (немає в титрах)
- Євген Кудряшев — Ямшіцкій (немає в титрах)
- Олександра Денисова — мати Василя (немає в титрах)

## Знімальна група
Автор сценарію - Борис Бродський і Михайло Ромм
Режисер - Леонід Гайдай та Валентин Невзоров
Оператор - Сергій Полуянов
Художник-постановник - Олексій Уткін
Композитор - Юрій Бірюков